# María Helena García Brunel
María Helena García Brunel (Rivera, 9 de abril de 1917-Florida, 25 de julio de 1996) fue una pintora uruguaya también conocida como Helena Brunel, fue integrante del Taller Torres García y participó de la elaboración de Los murales del Hospital Saint Bois.

## Biografía
Helena Brunel comenzó sus estudios con Guillermo Fernández (artista plástico) entre 1936 y 1938, luego continuó su formación con José Cúneo (1939-1941) para luego ingresar en el Taller Torres García en 1941 hasta 1949. Se perfeccionó viajando a Europa, México y Estados Unidos.
En 1947 participa del grupo de alumnos del Taller que realizan Los murales del Hospital Saint Bois, realizando el mural La música.

## Obras
Sus obras forman parte del acervo del Museo Juan Manuel Blanes de Montevideo y del Museo Municipal de Artes Plásticas de Rivera

## Premios
- Premio adquisición en el VII Salón Municipal de Montevideo (1946)